# Erzbistum Sydney
Das Erzbistum Sydney (lateinisch Archidioecesis Sydneyensis, englisch Archdiocese of Sydney) ist eine in Australien gelegene Diözese der römisch-katholischen Kirche mit Sitz in Sydney. Das Territorium umfasst auch die Norfolkinsel.

## Geschichte
Das heutige Erzbistum Sydney wurde 1834 als Apostolisches Vikariat von New Holland and Van Diemen’s Land aus dem Apostolischen Vikariat Kap der Guten Hoffnung begründet. Schon am 5. April 1842 wurden die Apostolischen Vikariate Hobart und Adelaide abgetrennt und das Apostolische Vikariat von New Holland and Van Diemen’s Land zum Bistum Sydney erhoben. Am 22. April 1842 wurde das Bistum Sydney zum Erzbistum mit Sitz eines Metropoliten erhoben.
Am 6. Mai 1845 kam es zu weiteren Gebietsabtrennungen durch die Begründung der Apostolischen Vikariate Essington und King George Sounde - The Sound, wie auch zur Errichtung des Bistums Perth. Weiterhin wurden aus Erzbistum Sydney am 25. Juni 1847 die Bistümer Melbourne und Maitland, am 12. April 1859 das Bistum Brisbane, am 17. November 1862 das Bistum Goulburn und am 20. Juni 1865 das Bistum Bathurst gegründet.
Das Erzbistum Sydney ist einer der traditionellen Kardinalssitze der katholischen Kirche. Dem Erzbischof steht zur Erledigung seiner pastoralen Aufgaben ein Weihbischof zur Seite. Die Kirchenprovinz umfasst heute die Bistümer Armidale, Lismore, Maitland-Newcastle, Wagga Wagga, Wilcannia-Forbes und Wollongong.
Am 11. Dezember 2018 sprach die Jury der Geschworenen eines australischen Gerichts den ehemaligen Ortsbischof, Kurienkardinal George Pell, einstimmig schuldig. Die Anklagepunkte sind offiziell unbekannt, laut Medienberichten betreffen sie sexuellen Missbrauch Minderjähriger. Pell ist auf Kaution frei; die Verkündung des Strafmaßes wurde für den 4. Februar 2019 anberaumt. Hinsichtlich des Strafverfahrens sagte Vatikansprecher Greg Burke, der Heilige Stuhl habe „größten Respekt vor den australischen Gerichten“. Am 12. Dezember 2018 gab der Vatikan bekannt, dass Papst Franziskus Pell mit zwei anderen Kardinälen wegen seines hohen Alters bereits im Oktober 2018 von seinen Pflichten im Kardinalsrat entbunden habe.

## Kathedrale St. Mary
Die Saint Mary’s Cathedral ist die größte Kirche in Australien und Sitz des Erzbischofs von Sydney. Der Grundstein der im gotischen Stil errichteten Kathedrale St. Mary (St. Mary’s Cathedral) wurde 1821 gelegt; die Bauzeit dauerte nahezu zwei Jahrhunderte. Zwei im Originalplan vorgesehene Türme wurden erst im Jahr 2000 vollendet.

## Ordinarien
- John Bede Polding OSB, Bischof von 1832 bis 1877, ab 1842 erster Erzbischof von Sydney
- Roger William Bede Vaughan OSB (1877–1883)
- Patrick Francis Kardinal Moran (1884–1911)
- Michael Kelly (1911–1940)
- Norman Thomas Kardinal Gilroy (1940–1971)
- James Darcy Kardinal Freeman (1971–1983)
- Edward Bede Kardinal Clancy (1983–2001)
- George Kardinal Pell (2001–2014)
- Anthony Fisher OP (seit 2014)